# Калениченко Ніна Луківна
Ніна Луківна Калениченко (народилася 9 березня 1922 в м. Миргород Полтавської області — померла 1 квітня 2008) — український літературознавець, доктор філологічних наук, дослідниця української літератури класичного періоду.

## Життєпис
Її батько, Лука Калениченко, художник-реставратор і мистецтвознавець, згодом працював науковим співробітником, заступником директора Інституту мистецтвознавства, фольклору та етнографії Академії наук).
Переїхала до Києва в дитинстві, разом з батьками. 
З початку Німецько-радянської війни перебувала в евакуації, 1943 року вступила до філологічного факультету Московського обласного педагогічного інституту, з 1944—1948 — студентка філологічного факультету (українське відділення) Київського державного університету ім. Т.Г.Шевченка (закінчила з відзнакою). Закінчила аспірантуру на кафедрі української літератури університету, в 1952 захистила кандидатську дисертацію на тему впливу суспільно-політичних ідей кінця XIX — початку XX ст. на тогочасний розвиток української літератури.
З початку 1953 і до кінця 1987 працювала в Інституті літератури ім. Т.Г.Шевченка Академії наук УРСР. 
В 1949 одружилася з літературознавцем Леонідом Коваленком (1922-1983), у минулому фронтовиком, також співробітником Інституту літератури.

## Наукові дослідження
Є автором кількох монографій, понад сотні статей у журналах і збірниках з питань українського літературознавства.
1953 опублікувала перші журнальні й газетні статті, в яких розглядала творчу спадщина українських прозаїків класичного періоду.
1956 року вийшла друком у Видавництві Академії наук УРСР її ґрунтовна монографія — «Михайло Коцюбинський. Життя і творчість». Пізніше опублікувала ще кілька книжок про Михайла Коцюбинського: «Особливості творчого методу і стилю Коцюбинського» (1959), «Великий сонцепоклонник» (1967), «М. М. Коцюбинський. Нарис життя і творчості» (1984).
1959 року опублікувала монографію «Новими шляхами» — про тенденції літературного процесу на межі XIX та XX століть, у 1964 — монографію «Українська проза початку XX ст.» (К.: Наукова думка).
У 1965 захистила докторську дисертацію.
В 1968—1969 брала участь у створенні 4-го та 5-го томів восьмитомної “Історії української літератури”, де підготувала низку оглядових розділів про розвиток прози, культурно-мистецьке й літературне життя останніх десятиліть XIX ст. та перших десятиріч XX ст., а також літературні портрети Олени Пчілки, Б.Грінченка, М.Старицького, М.Коцюбинського. 
1977 опублікувала монографію «Українська література XIX ст.: Напрями, течії», у 1983 — монографію «Українська література XIX — початку XX ст.: Напрями, течії», у 1979 — монографію “Соціально активна особистість в українській демократичній літературі кінця XIX — початку XX ст.” 
Упорядкувала і написала передмову до збірника «Українська дожовтнева поезія. Вибрані твори», що вийшов друком 1978 року в серії Шкільна бібліотека» у видавництві «Веселка» накладом 100 000 примірників.
У своїх працях вперше в українській історико-літературній науці розглянула такі стильові явища, як психологізація, ліризація, посилення настроєвості (сугестивної наснаженості) літературних творів, явищ «живописання» словом, інтелектуалізації художньої проблематики.
Є одним зі співавторів першого тому (1987) “Історії української літератури” у 2-х томах та “Історії української літературної критики” (1988). 
Брала участь у підготовці 6-томного (1961-1962) та 7-томного (1973-1975) видань творів М.Коцюбинського, окремих томів Зібрання творів І.Франка у 50-ти томах.

## Окремі праці
1. Михайло Коцюбинський: Життя і творчість. 1956;
2. Новими шляхами: До питання про особливості революційно-демократичного напряму в українській літературі кінця XIX – початку XX ст. 1959;
3. Особливості творчого методу і стилю Коцюбинського. 1959;
4. Великий сонцепоклонник. 1967;
5. Соціально-активна особистість в українській демократичній літературі кінця XIX – поч. XX ст. 1979;
6. Михайло Коцюбинський: Нарис життя і творчості. 1984 (усі – Київ).